# Metal Slug: Collector's Edition
Metal Slug: Collector's Edition est une compilation de jeu vidéo développée par SNK et édité par Mega Entreprise sorti en 2002 uniquement en Corée du Sud. Cette compilation comprend quatre jeux de la série Metal Slug: Metal Slug, Metal Slug 2, Metal Slug X et Metal Slug 3.

## Système de jeu
Le système de jeu est similaire à celui de la série Contra. Le joueur doit avancer à travers les niveaux tout en éliminant la totalité des ennemis. Il est possible de changer d'arme par rapport à celle proposée de base, ainsi que de ramasser des grenades. Dans certains niveaux, le joueur peut prendre le contrôle de certains véhicules, comme le Metal Slug.